# Championnat du Koweït de football 1994-1995
Navigation
Saison précédente Saison suivante
La saison 1994-1995 du Championnat du Koweït de football est la trente-troisième édition du championnat de première division au Koweït. La Premier League regroupe les quatorze meilleurs clubs du pays, regroupés au sein d'une poule unique où ils s'affrontent deux fois au cours de la saison, à domicile et à l'extérieur. En fin de saison, il n'y a ni promotion, ni relégation.
C'est le club d'Al-Salmiya SC qui remporte le championnat après avoir terminé en tête du classement final, avec sept points d'avance sur le Qadsia Sporting Club et treize sur le tenant du titre, le Kazma Sporting Club.  C'est le 2e titre de champion du Koweït de l'histoire du club après celui obtenu en 1981.

## Clubs participants
| - Al Arabi Koweït - Al-Salmiya SC - Kazma Sporting Club - Al Nasr Koweït - Al Shabab Koweït - promu de D2 - Solaybeekhat - promu de D2 - Al Fehayheel - promu de D2 | - Al Tadamon Farwaniya - Qadsia Sporting Club - Al Yarmouk - Al Jahra - Al Sahel - promu de D2 - Khitan FC - promu de D2 - Al Kuwait Kaifan - promu de D2 |

## Compétition

### Classement
Le barème utilisé pour établir le classement est le suivant :
- Victoire : 3 points
- Match nul : 1 point
- Défaite : 0 point

| Rang | Équipe                  | Pts | J  | G  | N  | P  | Bp | Bc | Diff |
| ---- | ----------------------- | --- | -- | -- | -- | -- | -- | -- | ---- |
| 1    | Al-Salmiya SC           | 63  | 26 | 20 | 3  | 3  | 55 | 17 | +38  |
| 2    | Qadsia Sporting Club    | 56  | 26 | 17 | 5  | 4  | 51 | 23 | +28  |
| 3    | Kazma Sporting Club T C | 50  | 26 | 14 | 8  | 4  | 44 | 21 | +23  |
| 4    | Al Jahra                | 49  | 26 | 14 | 7  | 5  | 50 | 22 | +28  |
| 5    | Al Kuwait Kaifan P      | 41  | 26 | 11 | 8  | 7  | 36 | 28 | +8   |
| 6    | Al Arabi Koweït         | 40  | 26 | 10 | 10 | 6  | 38 | 29 | +9   |
| 7    | Al Yarmouk              | 32  | 26 | 8  | 8  | 10 | 32 | 35 | -3   |
| 8    | Khitan FC P             | 31  | 26 | 8  | 7  | 11 | 40 | 43 | -3   |
| 9    | Tadamon                 | 28  | 26 | 7  | 7  | 12 | 38 | 41 | -3   |
| 10   | Al Sahel P              | 26  | 26 | 6  | 8  | 12 | 21 | 41 | -20  |
| 11   | Al Fehayheel P          | 25  | 26 | 5  | 10 | 11 | 27 | 41 | -14  |
| 12   | Al Nasr Koweït          | 24  | 26 | 5  | 9  | 12 | 21 | 33 | -12  |
| 13   | Sulaybeekhat P          | 24  | 26 | 6  | 6  | 14 | 29 | 54 | -25  |
| 14   | Al-Shabab P             | 6   | 26 | 0  | 6  | 20 | 12 | 66 | -54  |

|  | Qualification pour la Coupe d'Asie des clubs champions 1995-1996        |
|  | Qualification pour la Coupe des Coupes 1995-1996                        |
|  | T : Tenant du titre C : Vainqueur de la Coupe du Koweït P : Promu de D2 |

## Bilan de la saison
| Championnat du Koweït de football 1994-1995      |                          |
| Champion                                         | Al-Salmiya SC (2e titre) |
| Coupes et trophées                               |                          |
| Vainqueur de la Coupe du Koweït 1994-1995        | Kazma Sporting Club      |
| Qualifications continentales                     |                          |
| Coupe d'Asie des clubs champions 1995-1996       | Al-Salmiya SC            |
| Coupe des Coupes 1995-1996                       | Kazma Sporting Club      |
| Coupe des clubs champions du golfe Persique 1996 | Al-Salmiya SC            |
| Promotions et relégations                        |                          |
| Promus en Premier League                         | Aucun                    |
| Relégués en First Division                       | Aucun                    |